# Giuseppe Bugatto
Giuseppe Bugatto (11. září 1873 Zadar – 24. února 1948 Grado) byl rakouský politik italské národnosti z Gorice a Gradišky, na počátku 20. století poslanec Říšské rady.

## Biografie
Je uváděn coby tajemník na místodržitelství ve Vídni. Pocházel z rodiny úředníka daňového úřadu. Vychodil italskou národní školu v Gradišce a německé gymnázium v Gorici. Studoval pak na Univerzitě ve Štýrském Hradci, kde byl roku 1895 promován na doktora. Vstoupil pak do státní služby. Byl činný v politické správě v Dalmácii. Od roku 1902 služebně působil ve Vídni.
Působil i jako poslanec Říšské rady (celostátního parlamentu Předlitavska), kam usedl ve volbách do Říšské rady roku 1907, konaných poprvé podle všeobecného a rovného volebního práva. Byl zvolen za obvod Gorice 04. Mandát zde obhájil ve volbách do Říšské rady roku 1911. Po volbách roku 1907 i 1911 byl uváděn coby člen poslaneckého klubu Italské lidové strany. Vynikal jako parlamentní řečník. Byl členem rozpočtového výboru sněmovny. Zasadil se o přijetí zákona o zemědělství, který v době začátku světové války přijal Zemský sněm Gorice a Gradišky. Podporoval projekt zřízení italské univerzity v Terstu. Za války podporoval rodiny válečných uprchlíků.
V meziválečném období byl odpůrcem fašismu a pracoval pro Svatý stolec.´Za druhé světové války žil v Zadaru, po zničení jeho domu odešel jako běženec do Grada, kde zemřel v chudobě v únoru 1948.